# ベン・ライリー
ベン・ライリー（Ben Riley、1933年7月17日 - 2017年11月18日）は、セロニアス・モンク、アリス・コルトレーン、スタン・ゲッツ、ウディ・ハーマン、エディ・ロックジョウ・デイヴィス、アーマッド・ジャマル、ケニー・バロン、そしてスフィアのメンバーとしてとの仕事で知られるアメリカ合衆国のジャズ・ドラマーである。1970年代には、ニューヨーク・ジャズ・カルテットのメンバーを務めた。

## 略歴
ベンジャミン・アレクサンダー・ライリー・ジュニアは、ジョージア州サバンナで生まれ、4歳で家族とともにニューヨークに移った。高校時代には学校のバンドで演奏し、卒業すると軍隊に入ってパラシュート兵となり、軍隊のバンドでも演奏した。
1954年に陸軍を去った後、彼はニューヨークに戻り、1956年にプロとしてジャズを演奏し始めた。ランディ・ウェストン、メアリー・ルー・ウィリアムス、ソニー・ロリンズ、ウディ・ハーマン、スタン・ゲッツ、ビリー・テイラー、ジョニー・グリフィンなどのミュージシャンと共演した。しかし、彼の名前を世に知らしめたのは、ピアニストのセロニアス・モンクと4年間を演奏、ツアー、レコーディングに費やしたことにある。彼はまた、1960年頃にギターのアル・シャックマン、ベースのロン・カーターとのトリオに在籍し、一緒にニーナ・シモンとツアーを行った。

## 死について
ライリーは、2017年11月18日にニューヨーク州ウェストイスリップにて、84歳で亡くなった。

## ディスコグラフィ

### リーダー・アルバム
- Weaver of Dreams (1996年、Joken) [3]
- Memories of T (2006年、Concord) [3]
- Grown Folks Music (2012年、Sunnyside) [3]

### スフィア
- 『フォア・イン・ワン』 - Four in One (1982年)
- Flight Path (1983年)
- Sphere On Tour (1985年)
- Live at Umbria Jazz (1986年) ※後に『Pumpkin's Delight』として再発
- Four for All (1987年)
- Bird Songs (1988年)
- 『スフィア』 - Sphere (1997年)